# Zuid-Frankrijk
Zuid-Frankrijk is een geografisch onderdeel van Frankrijk, dat zich vanuit een denkbeeldige lijn van het centrale plateau in de Alpen tot de monding van de Garonne in de Golf van Biskaje uitstrekt. In engere zin wordt tot Zuid-Frankrijk alleen de Midi, het Franse deel van de
Middellandse Zeekust en het aangrenzende gebied gerekend.
Zuid-Frankrijk omvat de regio's Nouvelle-Aquitaine, Occitanië, Provence-Alpes-Côte d'Azur en het zuiden van Auvergne-Rhône-Alpes. In het zuiden wordt Zuid-Frankrijk door de natuurlijke grens van de Pyreneeën begrensd. De belangrijkste steden in Zuid-Frankrijk zijn Marseille, Nice, Avignon, Grenoble, Montpellier, Bordeaux, Toulouse, Toulon, Cannes en Perpignan.
Zuid-Frankrijk komt voor een groot deel overeen met de landstreek Occitanië (Frans: Langue d'Oc); dat is het gebied waar traditioneel Occitaans gesproken wordt en dat veel groter is dan de nieuwe regio Occitanië (Frans: Occitanie).